# Aktivní opatření
Aktivní opatření (rusky активные мероприятия) je eufemismus používaný k popisu politické války vedené Sovětským svazem a Ruskou federací. Termín, který sahá až do dvacátých let 20. století, zahrnuje operace jako špionáž, propaganda, sabotáže a atentáty na základě zahraničněpolitických cílů sovětské a ruské vlády.
Administrativa Vladimira Putina tato takzvaná aktivní opatření nadále používá.